# Konoe Nobuhiro
Konoe Nobuhiro (近衛 信尋, 1599 – 1649, era o quarto príncipe do imperador Go-Yozei, mas foi adotado pelo Kampaku (regente) Nobutada, foi um nobre do inicio do período Edo da história do Japão. Pertencia ao ramo Konoe do Clã Fujiwara e se tornou Kampaku (Regente) do Imperador Go-Mizunoo entre 1623 e 1629.

## Biografia
Nobihiro entrou para a corte como Shōgoi (funcionário da Corte de quinto escalão sênior) em 1605. Em 28 de maio de 1606 foi promovido diretamente para Jusanmi (funcionário de terceiro escalão júnior). Em 1607 foi nomeado Chūnagon, em 1611 Dainagon e em 1612 a Naidaijin cargo que ocupou até 1614.
Em 1614 Nobihiro foi nomeado Udaijin cargo que ocupou até 1620 quando foi promovido a Sadaijin cargo que ocupa até 1629, em 1623  concomitantemente ocupou o cargo de Kampaku do Imperador Go-Mizunoo.
Durante um bom período em que ocupou cargos no governo escreveu o periódico Hongen Jishōin ki.
Nobihiro abdicou de seus cargos na Corte e se tornou um monge budista (shukke) em 11 de março 1645, passando a ser conhecido como Ōzan. Foi nesta condição que veio a falecer em 11 de outubro de 1649.
Seu filho e herdeiro foi Konoe Hisatsugu e uma de suas filhas foi consorte de Tokugawa Mitsukuni, segundo líder do Domínio de Mito.